# Projekt 671RTM
Projekt 671RTМ „Schtschuka“ (russisch 671РТМ(К) «Щука», deutsch: „Hecht“) ist eine Klasse von nuklearbetriebenen Jagd-U-Booten (SSN) der Sowjetunion, die von der NATO als Victor-III-Klasse bezeichnet wurde und die ab 1977 in Betrieb genommen wurde. Die letzten fünf U-Boote der Klasse erhielten eine andere Bewaffnung und entsprechende Leitsysteme für Marschflugkörper des Typs S-10 „Granat“ und die Zusatzkennung „K“, hießen also „671 RTM(K)“.

## Entwicklung und Bau
Der gesamte Bootskörper wurde gegenüber seinen Vorgängerklassen auf Geräuschdämmung hin optimiert. Die Ruder für die Tiefensteuerung wurden dünner und mussten deshalb aus hochfestem Titan hergestellt werden. Das ermöglichte es, den „Buckel“ vor dem Turm, in dem sich das vordere Tiefenruder vorher befunden hatte, deutlich zu verkleinern. Auf der Antriebswelle waren zwei gegenläufige Schrauben montiert, von denen die hintere die Kavitation der vorderen verminderte, um so den Hauptantrieb leiser als bei den Vorgängerklassen zu gestalten. Ein weiteres markantes Merkmal war die sehr hohe Heckflosse mit dem großen tropfenförmigen Zylinder.
Die Bewaffnung und die zugehörigen Leitsysteme wurden modernisiert, so dass neben herkömmlichen Torpedos auch Raketen der Typen RPK-2 „Wijuga“ und RPK-6M „Wodopad“ aus den Torpedorohren gestartet werden konnten. Die fünf U-Boote der Victor-III-Klasse aus der Leningrader Werft, die als letzte zwischen 1987 und 1992 in Dienst gestellt wurden, erhielten Marschflugkörper vom Typ S-10 „Granat“ und werden als Projekt 671RTM(K) bezeichnet. K-254 erhielt im Vorlauf zu diesem Projekt nachträglich einen etwa einen Meter hohen markanten Aufbau, der sich vor dem Turm einige Meter über das Vordeck erstreckte, um die Systeme für die S-10 zu testen.
1991 entschied sich die Flotte, die Boote der Victor-III-Klasse sowie die noch im Dienst befindlichen U-Boote der Vorgängerklassen Victor I und Victor II neu zu klassifizieren. Dabei wurden aus den Namenskennungen mit „K“-Kennungen solche, die mit einem „B“ begannen. Die Maßnahme war sehr unpopulär und man vermutete, sie sei nur durchgeführt worden, um den Verantwortlichen für die „neue“ Klasse höhere Gehälter zuzuschustern.

## Außerdienststellung
Die älteren Boote vom Typ 671RTM wurden mittlerweile alle außer Dienst gestellt. Sie werden seitdem, teils durch die G8-Staaten finanziert, abgewrackt. Die Boote werden dabei in drei Sektionen zerlegt. Während Bug- und Hecksektion verschrottet werden können, muss die Reaktorsektion noch Jahre sicher gelagert werden, bevor ihre Zerlegung beginnen kann. Im Jahr 2005 kamen zwei Werftarbeiter bei der Zerlegung eines Victor-III-Bootes bei Sewerodwinsk ums Leben, als bei Schweißarbeiten Treibstoffgase explodierten. Die ausgemusterten Victor-III-Boote der Pazifikflotte werden in Bolschoi Kamen verschrottet.

## Einheiten
| takt. Nummer | Bauwerft           | Projekt   | Kiellegung         | In Dienst seit     | außer Dienst gestellt | Anmerkungen*                                       |
| ------------ | ------------------ | --------- | ------------------ | ------------------ | --------------------- | -------------------------------------------------- |
| K-524        | Leningrad No 12    | 671RTM    | 7. Juni 1976       | 28. Dezember 1977  | 2002                  | trug den Namenszusatz „60 Jahre Leitung der WLKSM“ |
| K-502        | Leningrad No 12    | 671RTM    | 23. Juli 1979      | 31. Dezember 1980  | 2000                  | umbenannt in Wolgograd                             |
| K-254        | Leningrad No 12    | 671RTM    | 24. September 1977 | 18. September 1981 | 1998                  | –                                                  |
| K-527        | Leningrad No 12    | 671RTM    | 28. September 1978 | 30. Dezember 1981  | ca. 2000              | –                                                  |
| K-298        | Leningrad No 12    | 671RTM    | 25. Februar 1981   | 27. Dezember 1982  | ca. 2000              | –                                                  |
| K-358        | Leningrad No 12    | 671RTM    | 23. Juli 1982      | 29. Dezember 1983  | ca. 2000              | –                                                  |
| K-299        | Leningrad No 12    | 671RTM    | 1. Juli 1983       | 22. Dezember 1984  | ca. 2000              | –                                                  |
| K-244        | Leningrad No 12    | 671RTM    | 25. Dezember 1984  | 25. Dezember 1985  | ca. 2000              | –                                                  |
| K-292        | Leningrad No 12    | 671RTM(K) | 15. April 1986     | 27. November 1987  | –                     | umbenannt in Perm                                  |
| K-388        | Leningrad No 12    | 671RTM(K) | 8. Mai 1987        | 30. November 1988  | –                     | umbenannt in Sneschnogorsk und Sosnowy Bor         |
| K-138        | Leningrad No 12    | 671RTM(K) | 7. Dezember 1988   | 10. Mai 1990       | –                     | umbenannt in Obninsk                               |
| K-414        | Leningrad No 12    | 671RTM(K) | 1. Dezember 1988   | 30. Dezember 1990  | –                     | umbenannt in Daniil Moskowski                      |
| K-448        | Leningrad No 12    | 671RTM(K) | 31. Januar 1991    | 24. September 1992 | –                     | umbenannt in Tambow                                |
| K-247        | Komsomolsk am Amur | 671RTM    | 15. Juli 1976      | 30. Dezember 1978  | 1997                  | –                                                  |
| K-507        | Komsomolsk am Amur | 671RTM    | 22. September 1977 | 30. November 1979  | ca. 2000              | –                                                  |
| K-492        | Komsomolsk am Amur | 671RTM    | 23. Februar 1978   | 30. Dezember 1979  | ca. 2000              | –                                                  |
| K-412        | Komsomolsk am Amur | 671RTM    | 29. Oktober 1978   | 30. Dezember 1979  | ca. 2000              | –                                                  |
| K-251        | Komsomolsk am Amur | 671RTM    | 26. Juni 1979      | 30. August 1980    | ca. 2000              | –                                                  |
| K-255        | Komsomolsk am Amur | 671RTM    | 7. November 1979   | 26. Dezember 1980  | ca. 2000              | –                                                  |
| K-324        | Komsomolsk am Amur | 671RTM    | 29. Februar 1980   | 30. Dezember 1980  | ca. 2000              | –                                                  |
| K-305        | Komsomolsk am Amur | 671RTM    | 7. Juni 1980       | 30. September 1981 | 1998                  | –                                                  |
| K-355        | Komsomolsk am Amur | 671RTM    | 31. Dezember 1980  | 29. Dezember 1981  | 1998                  | –                                                  |
| K-360        | Komsomolsk am Amur | 671RTM    | 8. Mai 1981        | 7. November 1982   | 1998                  | –                                                  |
| K-218        | Komsomolsk am Amur | 671RTM    | 3. Juni 1981       | 28. Dezember 1982  | ca. 2000              | –                                                  |
| K-242        | Komsomolsk am Amur | 671RTM    | 12. Juni 1982      | 26. Oktober 1983   | 1998                  | –                                                  |
| K-264        | Komsomolsk am Amur | 671RTM    | 3. April 1983      | 26. Oktober 1984   | ca. 2000              | –                                                  |
| K-315        | Komsomolsk am Amur | 671RTM    | 1. Januar 1983     | –                  | 1983                  | vor der Fertigstellung abgewrackt                  |

- alle Boote tragen seit 1992 anstelle der „K“ eine „B“-Kennung

## Einsätze

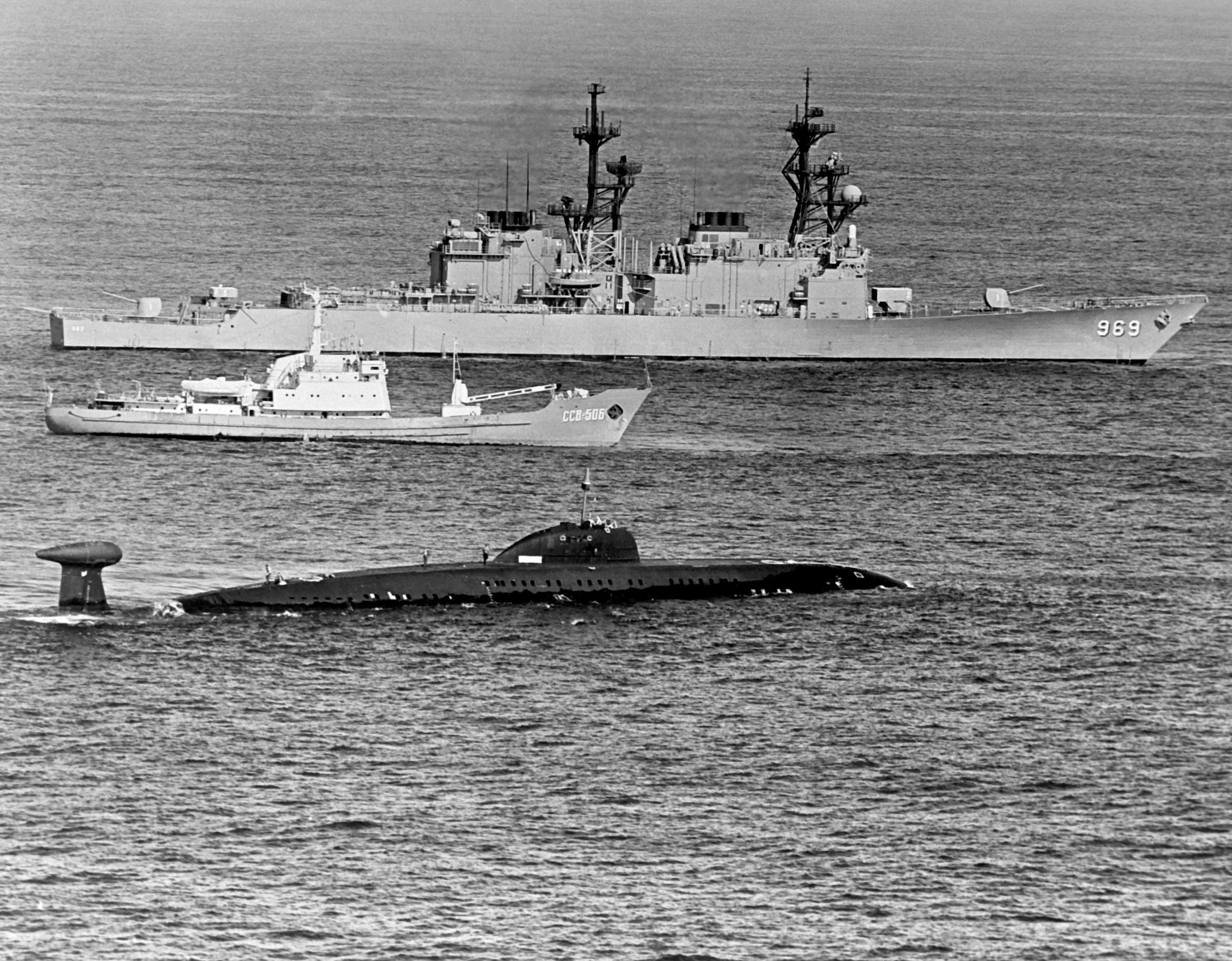
1983: K-324, Bergungsschiff Aldan, USS Peterson

Die Boote der Victor-III-Klasse wurden im Nordmeer, im Atlantik, Mittelmeer, der Karibik, im Pazifischen und im Indischen Ozean eingesetzt, um Flottenaktivitäten des Westens auszukundschaften.
Mehrere Boote der Victor-III-Klasse nahmen an zwei großen Operationen der Nordflotte teil. Die Operationen trugen die Decknamen „Апорт“ („Aport“, 1985) und „Атрина“ („Atrina“, 1987).
- Von Mai bis Juli 1985 liefen mehrere Boote und U-Jagdverbände zur U-Jagd-Operation „Aport“ aus, um Informationen über SSBNs der NATO zu sammeln. Darunter K-502, das bei der Neufundlandbank eingesetzt war.[7]

- Bei „Atrina“ liefen im März 1987 die Victor-III-Boote K-298, K-299, K -324, K -502 und möglicherweise auch K-524 in den Atlantik aus. Ihre Aufgabe war das Sammeln von Informationen über die Routen amerikanischer SSBNs und die U-Jagd-Taktiken der NATO. Das Auslaufen von fünf Jagd-U-Booten blieb nicht unbemerkt, aber erst als die Boote nicht einen der üblichen Patrouillensektoren ansteuerten, sondern auf einem unbekannten Kurs verschwanden, begann die NATO eine umfassende Suchaktion. Die U-Boot-Operation wurde von sowjetischen Seeaufklärungsflugzeugen von Kuba und der Kolahalbinsel unterstützt. Als „Atrina“ nach drei Monaten beendet war, hatten die Boote den Atlantik bis zum Bermudadreieck durchfahren und weitgehend unbemerkt die SOSUS-Linien durchbrochen. Erst im Zielgebiet wurden sie entdeckt, aber fälschlicherweise als SSBNs erkannt. Alle Kommandanten der Boote wurden mit dem Rotbannerorden ausgezeichnet.[8][9][10]

- Am 31. Oktober 1983 befand sich K-324 in der Karibik und beschattete die Fregatte McCloy, um Informationen über das amerikanische SQR-15-Schleppsonar zu sammeln. Nach amerikanischen Angaben war die McCloy ihrerseits unterwegs, um Informationen über K-324 zu sammeln. Das Kabel des Schleppsonars der Fregatte geriet in die Schraube des U-Bootes, was eine Fehlfunktion im Kühlsystem auslöste und K-324 manövrierunfähig machte. Der Besatzung gelang es, das Boot an die Oberfläche zu bringen. Allerdings blieb es amerikanischen Aufklärungsflugzeugen nicht verborgen und wurde am 1. November 282 Seemeilen westlich von Bermuda von einer P-3 gesichtet. Bevor es aufgebracht werden konnte, gelang es einem sowjetischen Schlepper, das Boot zu übernehmen und am 5. November nach Cienfuegos auf Kuba zu schleppen.[1][2]

- Auf Daniil Moskowski (K-414) brach im September 2006 in der Barentssee ein Feuer im elektrischen System aus, bei dem zwei Besatzungsmitglieder ums Leben kamen. Das Boot wurde manövrierunfähig und musste eingeschleppt werden.[1]

## Geräuschentwicklung
Eine der entscheidenden Eigenschaften für ein militärisches U-Boot ist dessen Geräuschentwicklung. Jede Unregelmäßigkeit an der Außenhülle kann Wasserverwirbelungen bilden, jede Geräuschquelle im Inneren des Bootes, verursacht durch Maschinen oder Arbeitslärm, kann sich über den Bootskörper als Vibration ins Wasser übertragen, so dass das Boot noch in großer Entfernung zu hören sein kann. Wie weit diese Geräusche zu hören sind, hängt auch von Faktoren wie Salzgehalt des Wassers, Tiefe des U-Bootes und Wassertemperatur ab. Über die Victor-III-Klasse liegen zur Geräuschentwicklung einige Angaben vor, die sich jedoch nicht unabhängig bestätigen lassen.
- Nach amerikanischen Angaben gelang es der USS McCloy 1983, K-324 sowohl mit ihrem Schleppsonar als auch mit ihrem AN/SQS-26-Passivsonar deutlich zu orten.

- K-324 seinerseits soll ein amerikanisches Jagd-U-Boot 28 Stunden lang verfolgt haben, bevor der Kontakt abbrach.[2]

- Während der Operation „Atrina“ gelang es der US-Navy nicht, fünf Victor-III-U-Boote beim Durchbrechen der SOSUS-Linien zu erkennen.[9]

## Fiktion

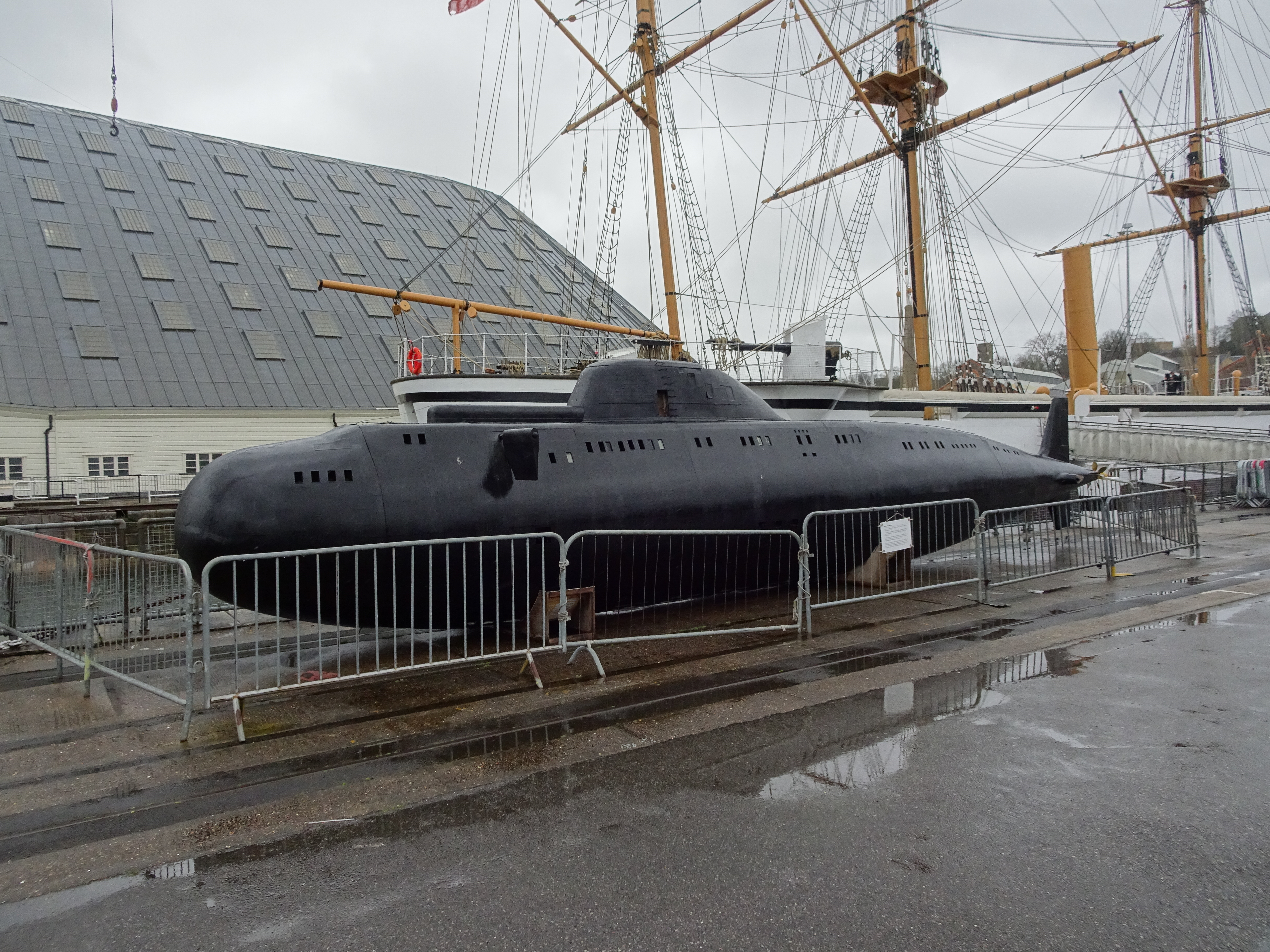
Modell eines U-Boots des Projekts 671RTM, verwendet im Film James Bond 007 – Die Welt ist nicht genug

Boote der Victor-III-Klasse kommen unter anderem in Tom Clancys Roman Im Sturm (1986) vor. Ein U-Boot, dessen Äußeres offensichtlich auf K-254 basiert, ist in dem Film James Bond 007 – Die Welt ist nicht genug (1999) zu sehen. Für Außenaufnahmen im Film wurde ein ca. 14 m langes ferngesteuertes Modell angefertigt, das heute am Chatham Dockyard ausgestellt ist.